# Icoana (okręg Giurgiu)
Icoana – wieś w Rumunii, w okręgu Giurgiu, w gminie Ulmi. W 2011 roku liczyła 1119 mieszkańców.